# Aplothorax
Aplothorax is een geslacht van kevers uit de familie van de loopkevers (Carabidae). De wetenschappelijke naam van het geslacht werd in 1841 gepubliceerd door George Robert Waterhouse.

## Soorten
Het geslacht Aplothorax is monotypisch en omvat slechts de volgende soort:
- Aplothorax burchelli Waterhouse, 1841